# Eso no se hace
«Eso no se hace» es una canción del grupo chileno MagmaMix, siendo la segunda canción de su primer disco MagmaMix: Portal del web. Esta fue la primera canción creada por el grupo, y su letra hace referencia a una situación vivida dentro del programa radial conducido por MagmaMix, El portal del web. Los integrantes del grupo recibieron un llamado telefónico de un auditor. Durante el transcurso de la llamada se manifestó un desperfecto técnico, por lo que el auditor cortó el teléfono sin que ellos se dieran cuenta. En ese momento, Magmanaman se encontraba hablando con el auditor, y al darse cuenta de que él no respondía comenzó a repetir la palabra "aló" para saber si él seguía ahí. Como nadie le contestaba, Magmanaman comenzó a repetir una y otra vez "aló, aló, aló". En ese instante, DJ Black colocó una base electrónica de fondo para que Magmanaman dijera "aló" al ritmo de ésta. Después de unos cuantos "aló"s, Magmanaman empezó a repetir la frase "eso no se hace, no se hace eso". Así fue como nació el coro de la canción, la cual es generalmente considerada una de las más incoherentes del grupo.

## Versiones
Eso no se hace consta de dos versiones distintas. La primera y original es cantada sobre una base electrónica posiblemente protegida por copyright. Es por esto que la versión remezclada del disco es cantada sobre otra base original, realizada por Claudio Narea. Además, la letra de ambas versiones difiere en algunas partes:
- La estrofa que comienza con "Ombligo de foca..." no existe en la versión original.
- La estrofa que comienza con "Aló, aló, aló..." es cantada también entre las estrofas "Él no le fuma..." y "No le pegue a la niña...".
- La estrofa que comienza con "Eso sí se hace..." no existe en la versión original.
- La estrofa que comienza con "Presta el gorro..." no existe en la versión original.
- La estrofa que comienza con "No le pegue a la niña..." es cantada también entre las estrofas "No interceda ante el Papa..." y "Aló, aló, aló...".

- Datos: Q5839713